# Municipio 5 (condado de Harper)
El municipio 5 (en inglés: Township 5) es un municipio ubicado en el condado de Harper en el estado estadounidense de Kansas. En el año 2010 tenía una población de 412 habitantes y una densidad poblacional de 1,49 personas por km².

## Geografía
El municipio 5 se encuentra ubicado en las coordenadas 37°14′52″N 97°57′25″O / 37.24778, -97.95694. Según la Oficina del Censo de los Estados Unidos, el municipio tiene una superficie total de 276.22 km², de la cual 275.79 km² corresponden a tierra firme y (0.16%) 0.43 km² es agua.

## Demografía
Según el censo de 2010, había 412 personas residiendo en el municipio 5. La densidad de población era de 1,49 hab./km². De los 412 habitantes del municipio 5, el 97.09% eran blancos, el 2.43% eran de otras razas y el 0.49% pertenecían a dos o más razas. Del total de la población el 3.16% eran hispanos o latinos de cualquier raza.